# Nymphoides hydrophylla
Nymphoides hydrophylla là một loài thực vật có hoa trong họ Menyanthaceae. Loài này được (Lour.) Kuntze mô tả khoa học đầu tiên năm 1891.